# 고지리학

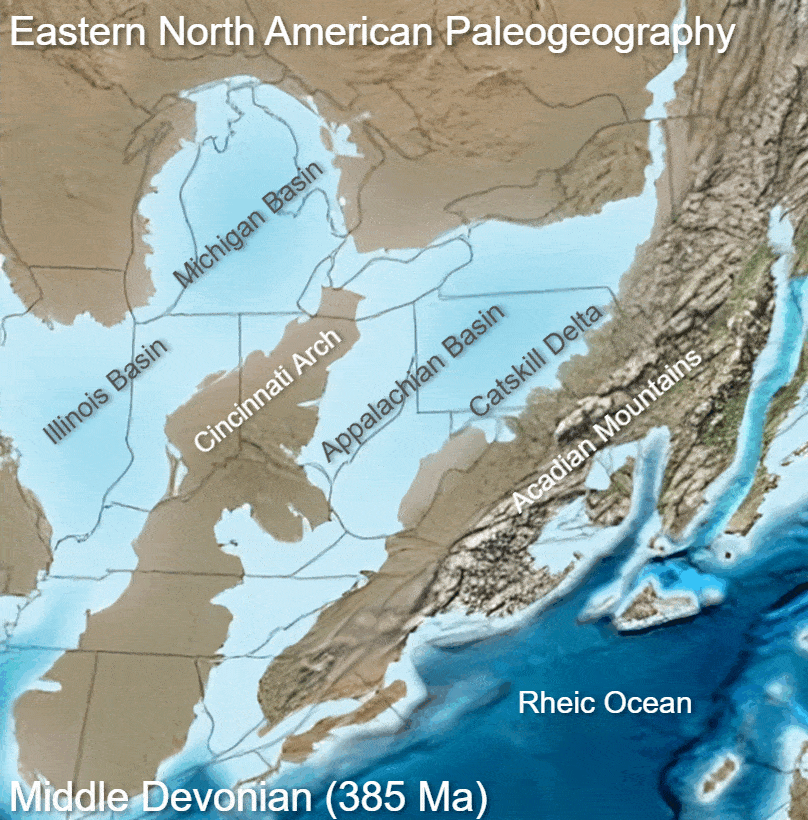
데본기 중기의 애팔래치아 분지 지역을 보여주는 고지리적 재구성.

고지리학(palaeogeography)은 역사지리학, 일반적으로 물리적 경관을 연구하는 학문이다. 고지리학에는 인간이나 문화적 환경에 대한 연구가 포함될 수도 있다. 특히 지형에 초점을 맞추는 경우에는 고지지형학이라는 용어가 대신 사용되기도 한다. 고지자기학, 고생물지리학, 구조 역사가 주요 도구 중 하나이다.
고지리학은 다양한 맥락에서 과학적 이해에 중요한 정보를 제공한다. 예를 들어, 퇴적분지의 고지리학적인 분석은 석유지질학 분야에서 중요한 역할을 하는데, 그 이유는 지구 표면의 고대 지형학적 환경이 층서학적 기록에 보존되어 있기 때문이다. 고지리학자들은 또한 멸종된 종의 진화적 발달에 대한 단서를 찾기 위해 화석과 관련된 퇴적 환경을 연구한다. 고기후학은 대륙과 해양의 위치가 지구 및 지역 기후에 영향을 미치기 때문에 고기후학을 이해하는 데 더욱 중요하다.
고생지리적 증거는 대륙 표류 이론의 발전에 기여했으며, 판게아와 같은 초대륙과 판탈라사와 같은 고대 해양의 모양과 위도 위치에 대한 정보를 제공하여 선사시대 대륙과 해양의 재구성을 가능하게 함으로써 현재의 판구조론 이론에 계속해서 정보를 제공하고 있다.

## 같이 보기
- 고기후학
- 고해양학
- 고생태학
- 고생물학
- 자연지리학
- 판 구조론